# Alchemilla exigua
Alchemilla exigua es una especie de planta del género Alchemilla, perteneciente a la familia Rosaceae.

## Taxonomía
Alchemilla exigua fue descrita por Robert Buser en 1893.

## Distribución
Se encuentra en el territorio centro y sudeste de Europa.